# 蘇瑞林
蘇瑞林（英語：Sou Soi Lam，1989年9月14日—），生於澳門，是一位澳門女子空手道運動員。2018年亞洲運動會女子空手道個人型銀牌得主。
2017年5月21日，空手道東亞賽個人型，蘇瑞林在初賽遭遇強敵，面對香港好手劉慕裳○比五敗陣未能取得決賽資格。不過在之後的銅牌賽有好表現，五比○擊敗國家隊選手奪得銅牌。
蘇瑞林因為個人興趣毅然由組手轉至個人型，轉至個人型項目只有大約短短兩年，就奪得亞運銀牌。成功獲銀的蘇瑞林決定投身半專業運動員之列，與其他代表隊的隊友共同努力。
2019年世界空手道聯盟上海站超級聯賽，蘇瑞林出戰女子個人型，以型Anan出戰第一回合賽，總得分數廿一點○二，以小組排名第九完成賽事，同小組內更有奪得銀牌和銅牌的日本選手在內。第一場對比利時，輸四比五。